# Mayagüez
Mayagüez ist eine Hafenstadt an der Westküste der westindischen Insel Puerto Rico an der Mündung des Flusses Yagüez. Mit 98.434 Einwohnern ist Mayagüez die achtgrößte Stadt Puerto Ricos. Zum Stadtgebiet von Mayagüez gehören die Inseln Mona und Monito in der Mona-Passage.

## Geschichte
Die Stadt Mayagüez wurde unter dem Namen Pueblo de Nuestra Señora de la Candelaria de Mayagüez am 18. September 1760 gegründet.
Bei einem Erdbeben am 11. Oktober 1918 entstanden große Schäden in der Stadt.
Im Jahr 1976 wurde in Mayagüez das römisch-katholische Bistum Mayagüez errichtet. Seine Kathedrale ist die Kirche Nuestra Señora de la Candelaria.

## Institutionen
In Mayagüez befinden sich die Konsulate von Ungarn und der Dominikanischen Republik. 
Hier befindet sich auch ein Campus der Albizu University (Mayagüez University Center) sowie ein Campus der Päpstlichen Katholischen Universität von Puerto Rico.

## Söhne und Töchter der Stadt
- Eugenio María de Hostos (1839–1903), Schriftsteller und Pädagoge
- Ramón Báez (1858–1929), dominikanischer Politiker
- Rafael Quiñones Vidal (1892–1988), Journalist und Fernsehmoderator
- Roberto Sánchez Vilella (1913–1997), Politiker, von 1965 bis 1969 Gouverneur von Puerto Rico
- Vitín Avilés (1930–2004), Sänger
- Juan Mari Brás (1925–2010), puerto-ricanischer Politiker
- Roberto Roena (1938–2021), Salsamusiker, Perkussionist, musikalischer Leiter mehrerer Orchester und Tänzer
- María Arrillaga (* 1940), Autorin, Dichterin, Essayistin, Spezialistin für Gender Studies, Literaturkritikerin und Hochschullehrerin
- Chucho Avellanet (* 1941), Sänger
- José Serrano (* 1943), US-amerikanischer Politiker
- Frank Souffront († 1995), Sänger
- Milton Cardona (1944–2014), Perkussionist (Conga, Batá-Trommel) und Sänger
- Néstor Torres (* 1957), Jazzflötist
- Gina Lynn (* 1974), US-amerikanische Pornodarstellerin
- J. J. Barea (* 1984), puerto-ricanischer Basketballspieler